# Liste des épisodes d'Untold Tales of Spider-Man
Pour un article plus général, voir Liste des épisodes de Spider-Man.
La série Untold Tales est une série-flashback qui raconte la jeunesse de Peter Parker et ses années au lycée.

## Série principale
| Numéro | Titre | Scénariste | Dessinateur | Date de publication                                                                                            |
| --- | --- | --- | --- | --- |
| | | | | |
| -1 | (Richard and Mary Parker: Agents of SHIELD)                                                                    | Roger Stern | John Romita Sr.                                                                                                | Juillet 1997                                                                                                   |
| Il y a vingt-cinq ans, Richard Parker, père de Peter Parker, infiltre le bateau de la baronne Adelicia Von Krupp au large de la France. La baronne conspirerait avec les néo-nazis. Repéré, Richard saute dans l'eau et est récupéré par sa partenaire, Mary Parker. Von Krupp fait exploser son bateau pour ne laisser aucune trace. Le couple est envoyé en mission en Inde mais échoue à capturer la baronne. A l'hôpital, Mary apprend qu'elle est enceinte d'un petit garçon. | | | | |
| Remarques | Bien qu'il ait été publié après le #1, ce numéro est un numéro spécial centré sur les parents de Peter Parker. | Bien qu'il ait été publié après le #1, ce numéro est un numéro spécial centré sur les parents de Peter Parker. | Bien qu'il ait été publié après le #1, ce numéro est un numéro spécial centré sur les parents de Peter Parker. | Bien qu'il ait été publié après le #1, ce numéro est un numéro spécial centré sur les parents de Peter Parker. |
| | | | | |
| 1 | (To Serve and Protect?)                                                                                        | Kurt Busiek | Pat Olliffe | Septembre 1995                                                                                                 |
| Spider-Man découvre le Scorcher, un criminel qui utilise son armure mécanique et son lance-flamme pour voler des technologies précieuses dans des entreprises. Il s'enfuit. Alors qu'il va proposer à Betty Brant un rendez-vous, il a l'idée d'être recruté comme policier. Il demande au premier policier venu, le capitaine George Stacy, d'être admis au sein de la police. Ne pouvant se résoudre à révéler son identité secrète, il abandonne l'idée. Il réussit à battre le Scorcher, mais Stacy est mécontent car Spidey a fait capoter une opération de filature qui aurait dû mener la police au supérieur du Scorcher.  | | | | |
| Remarques | Ce numéro se déroule après ASM #6.                                                                             | Ce numéro se déroule après ASM #6.                                                                             | Ce numéro se déroule après ASM #6.                                                                             | Ce numéro se déroule après ASM #6.                                                                             |
| | | | | |
| 2 | (Castles in the air)                                                                                           | Kurt Busiek | Pat Olliffe | Octobre 1995                                                                                                   |
| Le Bugle offre une récompense pour celui qui prendra des photos du monstre ailé qui aurait été aperçu par plusieurs new-yorkais ces derniers jours. Alors que Peter va proposer un dîner à Betty, il est empêché par Jameson. Au lycée, Flash et ses amis lui font la misère. Peter enfile son costume et se met en chasse. La créature ailée perturbe un dîner mondain où se trouve Norman Osborn. Spidey retrouve la créature et se rend compte qu'il ne s'agit que d'un enfant apeuré. Il la laisse partir et refuse d'empocher la récompense.                                                                                  | | | | |
| Remarques | Ce numéro se déroule après ASM #6 et UTOSM #1.                                                                 | Ce numéro se déroule après ASM #6 et UTOSM #1.                                                                 | Ce numéro se déroule après ASM #6 et UTOSM #1.                                                                 | Ce numéro se déroule après ASM #6 et UTOSM #1.                                                                 |
| | | | | |
| 3 | (Sandbagged!)                                                                                                  | Kurt Busiek | Pat Olliffe | Novembre 1995                                                                                                  |
| Peter vient à peine de battre le Vautour et de proposer un rendez-vous romantique à Betty Brant. En rentrant chez lui, il tombe sur l'Homme-Sable, qui le défait aisément. Les camarades de classe de Peter se moquent de lui le lendemain au lycée. Il va au restaurant avec Betty, qui lui redonne confiance. Il enfile son costume, retrouve l'Homme-Sable et le bat. | | | | |
| Remarques | Ce numéro se déroule après ASM #7.                                                                             | Ce numéro se déroule après ASM #7.                                                                             | Ce numéro se déroule après ASM #7.                                                                             | Ce numéro se déroule après ASM #7.                                                                             |
| | | | | |
| 4 | (The Measure of a Man)                                                                                         | Kurt Busiek | Pat Olliffe | Décembre 1995                                                                                                  |
| L'astronaute John Jameson suit Spider-Man pour le filmer. Il a été mandaté par la NASA pour demander à l'Araignée de faire partie du prochain programme spatial de l'agence, car il rassemble toutes les activités du parfait astronaute. Peter est toutefois toujours martyrisé à l'école. Un groupe masqué qui se fait appeler les Spacemen, et qui font croire à tout le monde qu'ils ont été envoyés dans l'espace à l'occasion d'une mission top-secrète du gouvernement américain, se bat contre Spider-Man. Il révèle que ce n'étaient que des malfrats.                                                                    | | | | |
| Remarques | Ce numéro se déroule après ASM #8.                                                                             | Ce numéro se déroule après ASM #8.                                                                             | Ce numéro se déroule après ASM #8.                                                                             | Ce numéro se déroule après ASM #8.                                                                             |
| | | | | |
| 5 | (Vulture on the wing)                                                                                          | Kurt Busiek | Pat Olliffe | Janvier 1996                                                                                                   |
| Pendant une vadrouille, Spidey tombe sur le Vautour, qui a réussi à s'échapper de sa geôle. Ils se battent mais le Vautour s'échappe. Spidey est attrapé par la police et est mis en confinement lorsque le Vautour arrive pour voler une technologie qu'il veut revendre au plus offrant. Spidey réussit à se défaire de ses liens et bat le Vautour. Pendant ce temps au lycée Midtown, Jason, qui fait partie de la bande de Flash mais se sent mal dans sa peau, prépare sa vengeance contre ses camarades... | | | | |
| Remarques | Ce numéro se déroule après ASM #9.                                                                             | Ce numéro se déroule après ASM #9.                                                                             | Ce numéro se déroule après ASM #9.                                                                             | Ce numéro se déroule après ASM #9.                                                                             |
| | | | | |
| 6 | (Double Jeopardy)                                                                                              | Kurt Busiek | Pat Olliffe | Février 1996                                                                                                   |
| Spidey et la Torche Humaine s'allient pour défaire le Sorcier, qui menace la ville depuis plusieurs jours. Il prend le contrôle des télévisions et des radios pour diffuser des messages menaçants et donner des indices quant à sa localisation. Ils réussissent à l'arrêter. Pendant ce temps, Jason et Sally décident de se mettre à enquêter sur l'identité de Spider-Man. | | | | |
| Remarques | Ce numéro se déroule après UTOSM #5.                                                                           | Ce numéro se déroule après UTOSM #5.                                                                           | Ce numéro se déroule après UTOSM #5.                                                                           | Ce numéro se déroule après UTOSM #5.                                                                           |
| | | | | |
| 7 | (On the trail of the amazing Spider-Man)                                                                       | Kurt Busiek | Pat Olliffe | Mars 1996 |
| Spidey retourne voir Batwin, l'enfant-mutant, pour lui donner à manger. Il refuse cependant de se faire soigner. Pendant ce temps, Jason et Sally épient l'Araignée de loin, afin de découvrir son identité. Peter se rend chez un opticien qui travaille en réalité de concert avec Electro et qui l'hypnotise. Enfilant le costume de Spider-Man, il perd la raison et travaille avec Electro et ses criminels, jusqu'à ce que le flash de l'appareil photo de Jason et Sally le réveille de sa torpeur. | | | | |
| Remarques | Ce numéro se déroule après UTOSM #6.                                                                           | Ce numéro se déroule après UTOSM #6.                                                                           | Ce numéro se déroule après UTOSM #6.                                                                           | Ce numéro se déroule après UTOSM #6.                                                                           |
| | | | | |
| 8 | (Harry's story)                                                                                                | Kurt Busiek | Pat Olliffe | Avril 1996 |
| Après une dispute avec son père, Harry Osborn va au cinéma avec Gwen Stacy. Norman Osborn profite de son absence pour travailler sur son arsenal de Bouffon Vert. Spidey se bat contre les Enforcers lorsqu'un nouveau criminel, le Headsman, débarque. Il déchire son masque, et Spidey doit battre en retraite. Il accourt au Bugle pour faire développer ses photos et bouscule dans la rue Gwen Stacy. | | | | |
| Remarques | Ce numéro se déroule après UTOSM #7.                                                                           | Ce numéro se déroule après UTOSM #7.                                                                           | Ce numéro se déroule après UTOSM #7.                                                                           | Ce numéro se déroule après UTOSM #7.                                                                           |
| | | | | |
| 9 | (Cry Lizard)                                                                                                   | Kurt Busiek | Ron Frenz et Brett Breedings                                                                                   | Mai 1996 |
| Peter s'inquiète de la disparition soudaine de Betty Brant. La rumeur enfle à New York : l'Homme-Lézard existerait bien. Peter décide de traquer le Lézard avec un antidote pour le faire redevenir Curt Connors, et de gagner un peu d'argent en prenant des photos. Aidé de Batwing, Spidey mène l'enquête dans les égouts et trouve le Lézard. Il lui fait prendre l'antidote, et il redevient le docteur Connors. Peter n'a pas le coeur de vendre les photos au Bugle. | | | | |
| | | | | |
| 10 | (Call her... Commanda)                                                                                         | Kurt Busiek | Pat Olliffe | Juin 1996 |
| Spidey affronte une voleuse qui se fait appeler Comanda. Elle réussit à fuir à l'issue de leur combat, mais le héros réussit à la prendre en photo et à la vendre à Jameson. Sally Avril, du lycée Midtown, arrive alors au QG du Bugle et apprend que c'est Peter qui vend les photos de l'Araignée. Peter se bat contre Commanda à nouveau mais elle fait croire à la police que c'est lui qui l'a attaquée. | | | | |
| Remarques | Ce numéro se déroule après ASM #12.                                                                            | Ce numéro se déroule après ASM #12.                                                                            | Ce numéro se déroule après ASM #12.                                                                            | Ce numéro se déroule après ASM #12.                                                                            |
| | | | | |
| 11 | (Shock follows shock)                                                                                          | Kurt Busiek | Pat Olliffe | Juillet 1996                                                                                                   |
| Leopold Stryke, un adversaire de la Torche Humaine, libère Max Dillon, dit Electro, de sa prison. Leur objectif est de se venger de Spider-Man. Sally Avril débarque chez Peter déguisée en une super-héroïne de sa création, Bluebird. Elle demande à Peter de coopérer avec elle, faute de quoi elle révélera à toute l'école son secret : il est le photographe qui prend des photos de Spider-Man. Pour contrecarrer son plan, Peter décide de faire un exposé à sa classe sur la manière dont il est devenu par coïncidence photographe pour le Bugle ; ainsi, Sally n'a plus prise sur lui. Cela le rend populaire au lycée. | | | | |
| | | | | |
| 12 | (The Secrets of Betty Brant)                                                                                   | Kurt Busiek | Pat Olliffe | Août 1996 |
| Betty fait un cauchemar où elle associe Peter à Gordon, son ancien petit-ami, qui a disparu après avoir traîné dans une affaire louche. Spidey doit se battre contre le Vautour, qui est de retour en ville. Betty culpabilise de s'être énervé contre Peter, qui, pense-t-elle, est parti prendre des photos du Vautour. De loin, un homme louche observe les retrouvailles de Peter et Betty. | | | | |
| | | | | |
| 13 | (Without warning)                                                                                              | Kurt Busiek | Pat Olliffe | Septembre 1996                                                                                                 |
| Spidey se rend au cimetière, seul, pour pleurer la mort de sa camarade de classe, Sally Avril. Il avait réussi à la convaincre de la dangerosité de la carrière qu'elle avait embrassé, mais Sally avait décidé de devenir photographe, pour imiter Peter et rester au cœur de l'action. Spidey tombe sur la Torche Humaine au cimetière. | | | | |
| | | | | |
| 14 | (One thing right)                                                                                              | Kurt Busiek | Pat Olliffe | Octobre 1996                                                                                                   |
| Lors d'une vadrouille, Spidey est attaqué par le Scorcher, qui réussit à s'enfuir. Peter tombe dans la rue sur Tiny, son camarade de classe qui a disparu depuis plusieurs semaines. Frappé par son père, il a décidé de quitter la maison familiale, trouver un travail et arrêter l'école. Au lycée, Jason, qui conduisait la voiture qui a tué Sally Avril, est rejeté par ses pairs et n'accepte pas l'invitation de Peter de dîner avec lui. Spidey se bat à nouveau contre le Scorcher et le bat. Un étrange homme tapis dans l'ombre continue d'épier Betty Brant...                                                        | | | | |
| | | | | |
| 15 | (The Battle for the Daily Bugle)                                                                               | Kurt Busiek | Pat Olliffe | Novembre 1996                                                                                                  |
| Le frère de Betty, Gordon, la fait chanter pour la contraindre à ouvrir le coffre fort de Jameson, qui contient ses papiers les plus importants. Il dénonce Jameson à la police, et il est poursuivi en justice. Spidey se bat contre Gordon. | | | | |
| | | | | |
| 16 | (The Boy next door)                                                                                            | Kurt Busiek | Pat Olliffe | Décembre 1996                                                                                                  |
| Mary Jane narre comment elle a découvert l'identité secrète de Spider-Man, un jour, en regardant Peter par la fenêtre de la maison d'Anna. Alors qu'elle est au Muséum d'histoire naturelle avec sa tante, un monstre radioactif débarque et Spidey l'arrête. | | | | |
| | | | | |
| 17 | (Spidey battles Hawkeye the marksman)                                                                          | Kurt Busiek | Pat Olliffe | Janvier 1997                                                                                                   |
| Alors que Peter et Betty marchent en amoureux dans Manhattan, Peter remarque Hawkeye sur un toit. Ils se battent mais ce dernier s'échappe. Spidey retrouve la trace de l'archer mais est attaqué par ses hommes de main. Il comprend qu'Hawkeye a été manipulé. | | | | |
| | | | | |
| 18 | (Unseen Dangers)                                                                                               | Kurt Busiek | Pat Olliffe | Février 1997                                                                                                   |
| Spider-Man est attaqué par le Headsman, qui réussit à s'échapper. Il fixe un rendez-vous avec Betty Brant, qui est jalouse de sa relation avec Liz Allan. Ils tombent sur Liz et Flash pendant la soirée. Spider-Man affronte à nouveau le Headsman le lendemain, mais perd sa trace. Le Bouffon vert rencontre l'adversaire de l'Araignée et le soumet. | | | | |
| | | | | |
| 19 | (Eight Arms to Hold You)                                                                                       | Kurt Busiek et G. L. Lawrence                                                                                  | Pat Olliffe | Mars 1997 |
| Octopus a été arrêté par Spider-Man. Peter invite ses camarades de classe au tribunal pour assister au jugement. Octopus manipule le juge et réussit à s'échapper avec ses tentacules. Jameson demande à Peter de couvrir une fête qui a lieu à Forest Hills, où il tombe sur Liz à nouveau. Il quitte la fête et part à la recherche d'Octopus, que tante May a invité à déjeuner. Spider-Man défait Octopus et le rend à la police. | | | | |
| | | | | |
| 20 | (Wings of hatred)                                                                                              | Kurt Busiek et G. L. Lawrence                                                                                  | Pat Olliffe | Avril 1997 |
| Le Vautour s'échappe de prison grâce à un mystérieux bienfaiteur qui souhaite l'utiliser à ses fins. Le Vautour apprend que, pendant son mois en prison, l'Araignée a été battue à plate couture par le Bouffon Vert. Au lycée Midtown, Flash continue de défendre Spidey bec et ongle. Spider-Man affronte le Vautour, mais ce dernier comprend, lors de leur combat, qu'il doit se rendre pour être honnête avec lui-même. | | | | |
| | | | | |
| 21 | (Menace!) | Kurt Busiek | Pat Olliffe | Mai 1997 |
| Tante May est malade, et Sarah Watson insiste pour que Peter aille se promener pour se changer les idées. Liz Allan l'invite dans un restaurant lorsqu'arrivent, pour dîner eux aussi, les mutants des X-Men. | | | | |
| | | | | |
| 22 | (The Spider and the Scarecrow)                                                                                 | Kurt Busiek et Tom DeFalco                                                                                     | Pat Olliffe | Juin 1997 |
| L’Épouvantail sème la terreur à New York. Jameson ordonne à Peter d'en prendre des photos. Ayant besoin d'argent pour payer les frais médicaux de tante May, il accepte. Le Bouffon vert et l’Épouvantail négocient, mais ce dernier décide de ne pas s'allier avec lui. | | | | |
| | | | | |
| 23 | (In the shadow of the Crime Master)                                                                            | Kurt Busiek et Tom DeFalco                                                                                     | Pat Olliffe | Juillet 1997                                                                                                   |
| Betty Brant est triste car elle pense avoir perdu Peter, qu'elle a vu récemment avec Liz Allan. Elle commence à fréquenter Ned Leeds, qui travaille au Bugle. Spider-Man réussit à arranger une situation délicate pour la mère de Betty. | | | | |
| | | | | |
| 24 | (What would Spidey do?)                                                                                        | Kurt Busiek et Tom DeFalco                                                                                     | Bob McLeod | Septembre 1997                                                                                                 |
| Batwing, une créature venue de Floride, s'est échappé et terrorise les new-yorkais. Spider-Man appelle le docteur Connors afin de lui demander son aide. Flash et Liz comprennent que la personne qui se fait passer pour l'Araignée depuis des semaines est Jason, qui s'en veut toujours pour la mort de Sally. Alors qu'il les menace avec un revolver, Flash réussit à calmer Jason et à lui faire lâcher son arme. | | | | |
| | | | | |
| 25 | (Bad Men on Campus)                                                                                            | Kurt Busiek et Roger Stern                                                                                     | Ron Frenz | Octobre 1997                                                                                                   |
| Le lycée Midtown organise une sortie sur le campus d'Empire State University pour faire découvrir aux lycéens l'université. Il rencontre Miles Warren, professeur de chimie. Au même moment, Gwen Stacy et Harry Osborn visitent le campus de leur côté. Le Bouffon vert attaque l'université, et Spider-Man doit le faire fuir. | | | | |
| | | | | |

## Untold Tales of Spider-Man Annuals
| Numéro | Titre                                | Scénariste                           | Dessinateur                          | Date de publication                  |
| --- | ------------------------------------ | ------------------------------------ | ------------------------------------ | ------------------------------------ |
| |                                      |                                      |                                      |                                      |
| 1 | (A Night on the town)                | Kurt Busiek                          | Mike Allred                          | Décembre 1996                        |
| Pour embêter Spider-Man, la Torche capture des criminels qu'il suivait. Pour taquiner taquiner la Torche, Spidey décide d'inviter sa sœur, Sue Storm, au restaurant le lendemain. Peter doit donc refuser à Betty Brant un rendez-vous dans la soirée, alors qu'ils essayaient de se rabibocher. La Torche va dire à Namor, qui est amoureux de Sue, que Spidey l'a enlevée. |                                      |                                      |                                      |                                      |
| Remarques | Ce numéro se déroule après ASM #8.   | Ce numéro se déroule après ASM #8.   | Ce numéro se déroule après ASM #8.   | Ce numéro se déroule après ASM #8.   |
| |                                      |                                      |                                      |                                      |
| 2 | (It's Always darkest...)             | Kurt Busiek                          | Tom Lyle                             | Juillet 1997                         |
| David Lowell est un père de famille le jour et un ennemi acharné de Spider-Man la nuit. Il se bat contre Spidey, qui rallie dans son combat les X-Men, Thor et d'autres super-héros encore. Lowell est emprisonné. |                                      |                                      |                                      |                                      |
| Remarques | Ce numéro se déroule après UTSM #23. | Ce numéro se déroule après UTSM #23. | Ce numéro se déroule après UTSM #23. | Ce numéro se déroule après UTSM #23. |
| |                                      |                                      |                                      |                                      |